# Institut français de recherche en Afrique
L'Institut français de recherche en Afrique, abrégé en IFRA ou IFRA-Nairobi, est un institut de recherche français basé à Nairobi au Kenya, qui fait partie du réseau des instituts français de recherche à l'étranger. Les recherches effectuées dans le domaine des sciences humaines et sociales concernent particulièrement le Kenya, la Tanzanie, l'Ouganda, le Burundi et le Rwanda. Il soutient la recherche de terrain et la formation des étudiants et des jeunes chercheurs. Les résultats des recherches sont publiés sous forme d'articles courts appelés « Mambo ! », d'articles académiques dans Les Cahiers d'Afrique de l'Est (d), et dans des ouvrages publiés avec des maisons d'édition partenaires.
L'institut a pris la suite du Centre de recherche d'échanges et de documentation universitaire (CREDU) créé en 1977 sous la dénomination de Centre d’études africaines (CEA) et qui avait ce nom depuis 1980. Son antenne à Ibadan (Nigeria) est devenue indépendante sous le nom d'IFRA-Nigeria et celle de Harare (Zimbabwe) a fermé ses portes. L'IFRA partage depuis 2009 ses locaux avec le British Institute in Eastern Africa.

## Directeurs
- Denis-Constant Martin (1980-1981)
- Jean-François Médard (1981-1986)
- Jean Copans (1986-1988)
- Alain Ricard (1988-1991)
- Colette Le Cour Grandmaison (1992-1995)
- Bernard Charlery de La Masselière (1995-1999)
- Philippe Bocquier (1999-2003)
- Bernard Charlery de La Masselière (2003-2007)
- Bernard Calas (2007-2010)
- Christian Thibon (2010-2014)
- Marie-Emmanuelle Pommerolle (2014-2018)
- Marie-Aude Fouéré (2018-2022)[4]
- Clélia Coret (2022- )[5]